# Best Kirari
Albums de Tsukishima Kirari starring Kusumi Koharu (Morning Musume)
Kirari to Fuyu
(17 déc. 2008)
Albums par Morning Musume
Cover You
(26 nov. 2008) Platinum 9 Disc
(18 mars 2009)
Singles
1. Hapi Hapi Sunday!
Sortie : 4 février 2009

Best☆Kirari ou Best Kirari (ベスト☆きらり) est un album compilation des singles de Tsukishima Kirari starring Kusumi Koharu (Morning Musume) (月島きらり starring 久住小春 (モーニング娘。)), en solo ou avec les groupes Kira Pika et MilkyWay.

## Présentation
L'album sort le 11 mars 2009 au Japon sur le label zetima. Il atteint la 18e place du classement Oricon. Il sort aussi en édition limitée au format CD+DVD avec une pochette différente et un DVD en supplément contenant tous les clips vidéo des titres existants. Il est chanté par Koharu Kusumi du groupe Morning Musume incarnant Kirari Tsukishima, chanteuse de fiction héroïne de la série anime Kilari (Kirarin Revolution) doublée par Kusumi. C'est le dernier disque du projet "Tsukishima Kirari", qui s'arrète avec la fin de la série le même mois de mars 2009.
L'album contient dix titres (dont quatre faces B) déjà parus sur les six singles de la chanteuse, ainsi que les deux titres du single de Kira Pika Hana wo Pūn / Futari wa NS interprété en duo avec Mai Hagiwara du groupe °C-ute, et les quatre titres (faces A et B) des deux singles de MilkyWay interprétés en trio avec les débutantes Sayaka Kitahara et Yū Kikkawa du Hello! Pro Egg. 
Les deux autres chansons de la compilation sont tirées des deux premiers albums de "Tsukishima Kirari" (Mitsuboshi et Kirarin Land). La chanson-titre de son ultime single, Hapi Hapi Sunday!, sorti le mois précédent, ne figure donc que sur cette compilation.
Tous les titres présents ont servi de génériques originaux à la série anime Kilari (Kirarin Revolution), dont les chanteuses présentes ont assuré le doublage des personnages ; ils ne sont cependant pas placés dans l'ordre chronologique. Le seul générique de la série absent de l'album est Ōkina Ai de Motenashite par le groupe °C-ute, 2e thème de fin des épisodes 18 à 26, le seul à ne pas avoir été interprété par "Tsukishima Kirari".

## Titres
Pour les crédits des chansons, voir les articles de leurs disques d'origine.
| CD      | CD                                                   | CD                                                                       | CD    | CD | CD | CD | CD | CD | CD |
| No      | Titre                                                | Single / Album d'origine / Thème des épisodes de la série                | Durée |    |    |    |    |    |    |
| ------- | ---------------------------------------------------- | ------------------------------------------------------------------------ | ----- | -- | -- | -- | -- | -- | -- |
| 1.      | Koi Kana (恋☆カナ)                                   | 1er single / album Mitsuboshi / 1er opening (épisodes 1 à 26)            | 3:34  |    |    |    |    |    |    |
| 2.      | Sugao Flavor (SUGAO-flavor)                          | Face B du 1er single / album Mitsuboshi / 1er ending (éps. 1-17)         | 4:55  |    |    |    |    |    |    |
| 3.      | Balalaika (バラライカ)                               | 2e single / album Mitsuboshi / 2e opening (éps. 27-51)                   | 3:41  |    |    |    |    |    |    |
| 4.      | Mizuiro Melody (水色メロディ)                        | Face B du 2e single / album Mitsuboshi / 3e ending (éps. 27-38)          | 3:38  |    |    |    |    |    |    |
| 5.      | Love da yo Darling (Loveだよ☆ダーリン)               | de l'album Mitsuboshi / 4e ending (éps. 39-51)                           | 3:24  |    |    |    |    |    |    |
| 6.      | Happy (ハッピー☆彡)                                  | 3e single / album Kirarin Land / 3e opening (éps. 52-67)                 | 3:58  |    |    |    |    |    |    |
| 7.      | Koi no Mahô wa Habibi no Bi! (恋の魔法はハビビのビ!) | Face B du 3e single / album Kirarin Land / 5e ending (éps. 52-64)        | 3:43  |    |    |    |    |    |    |
| 8.      | Chance! (チャンス!)                                  | 4e single / album Kirarin Land / 5e opening (éps. 78-102)                | 3:36  |    |    |    |    |    |    |
| 9.      | Ramutara (ラムタラ)                                  | Face B du 4e single / album Kirarin Land / 8e ending (éps. 78-90)        | 3:35  |    |    |    |    |    |    |
| 10.     | Olala                                                | de l'album Kirarin Land / 9e ending (éps. 91-102)                        | 3:15  |    |    |    |    |    |    |
| 11.     | Papancake (パパンケーキ)                             | 5e single / album Kirari to Fuyu / 11e ending (éps. 116-128)             | 4:10  |    |    |    |    |    |    |
| 12.     | Hapi Hapi Sunday! (はぴ☆はぴ サンデー!)              | 6e single / inédit en album original / 13e ending (éps. 142-152)         | 3:46  |    |    |    |    |    |    |
| 13.     | Hana wo Pūn (はなをぷーん) (par Kira Pika)           | Single de Kira Pika / Kirarin Land / 6e ending (65-67) et 4e op. (68-77) | 4:28  |    |    |    |    |    |    |
| 14.     | Futari wa NS (ふたりはNS) (par Kira Pika)            | Single de Kira Pika / album Kirarin Land / 7e ending (éps. 68-77)        | 4:40  |    |    |    |    |    |    |
| 15.     | Anataboshi (アナタボシ) (par MilkyWay)               | 1er single de MilkyWay / album Kirari to Fuyu / 6e opening (103-128)     | 3:25  |    |    |    |    |    |    |
| 16.     | San-San Go-Go (サンサンGOGO) (par MilkyWay)          | Face B du 1er single / album Kirari to Fuyu / 10e ending (103-115)       | 4:30  |    |    |    |    |    |    |
| 17.     | Tan Tan Taan! (タンタンターン!) (par MilkyWay)       | 2e single de MilkyWay / album Kirari to Fuyu / 7e opening (129-153)      | 4:31  |    |    |    |    |    |    |
| 18.     | Gamusharara (ガムシャララ) (par MilkyWay)            | Face B du 2e single / album Kirari to Fuyu / 12e ending (129-141)        | 3:58  |    |    |    |    |    |    |
| 1:10:36 |                                                      |                                                                          |       |    |    |    |    |    |    |

| 1.  | Koi Kana (恋☆カナ)                      | Clip du 1er single             |  |
| 2.  | Balalaika (バラライカ)                  | Clip du 2e single              |  |
| 3.  | Happy (ハッピー☆彡)                     | Clip du 3e single              |  |
| 4.  | Chance! (チャンス!)                     | Clip du 4e single              |  |
| 5.  | Papancake (パパンケーキ)                | Clip du 5e single              |  |
| 6.  | Hapi Hapi Sunday! (はぴ☆はぴ サンデー!) | Clip du 6e single              |  |
| 7.  | Hana wo Pūn (はなをぷーん)              | Clip du single de Kira Pika    |  |
| 8.  | Futari wa NS (ふたりはNS)               | Clip du single de Kira Pika    |  |
| 9.  | Anataboshi (アナタボシ)                 | Clip du 1er single de MilkyWay |  |
| 10. | Tan Tan Taan! (タンタンターン!)         | Clip du 2e single de MilkyWay  |  |